# Metropolitana di Nanchang
La metropolitana di Nanchang è attualmente costituita da due linee di metropolitana e serve la città cinese di Nanchang. 
Inaugurata il 26 dicembre 2015, conta attualmente 41 stazioni. Sono in realizzazione altre 4 nuove linee.

## Dati
| Linea   | Capolinea (Distretto)   | Capolinea (Distretto)      | Apertura | Ultima estens. | Lunghezza | Stazioni |
| ------- | ----------------------- | -------------------------- | -------- | -------------- | --------- | -------- |
| Linea 1 | Shuanggang (Qingshanhu) | Olympic Stadium (Nanchang) | 2015     | ―              | 28,7      | 24       |